# Myrmeciza longipes
El hormiguero ventriblanco (en Colombia y Panamá) (Myrmeciza longipes), también conocido como hormiguero de Swainson, hormiguero pechiblanco (en Colombia) u hormiguero vientre blanco (en Venezuela), es una especie de ave paseriforme de la familia Thamnophilidae, es la especie tipo y la única que restó en el género Myrmeciza después de la separación de las numerosas especies que integraban el género, en 2013. Es nativa del norte de América del Sur, este de América Central y Trinidad y Tobago.

## Distribución y hábitat
Se distribuye de forma disjunta en el este de Panamá, centro y noreste de Colombia, Venezuela, Trinidad, Guyana, sur de Surinam y en el extremo noreste de Brasil.
Esta especie es considerada localmente común en su hábitat natural: el suelo o cerca, de bosques caducifolios y semi-húmedos, localmente también en los bordes de selvas húmedas, principalmente por debajo de los 1300 m de altitud.

## Descripción
Mide unos 15 cm de longitud y pesa 26 g. Tiene las partes superiores marrón rojizo y las partes inferiores blanquecinas que se desvanecen a canela-ante en los flancos y la parte inferior del vientre. Tiene una larga lista superciliar de color gris. Las patas de color rosa son largas y fuertes, lo que refleja el estilo de vida terrestre de esta ave. El macho tiene el rostro, la garganta y la parte superior del pecho negro. La hembra tiene una corona más oscura, parches grises en las mejillas y pequeñas manchas oscuras en las alas, y carece de las marcas negras de los machos.

## Comportamiento

### Alimentación
Es insectívoro, se alimenta de hormigas y otros artrópodos en o cerca del suelo, a veces sigue columnas de hormigas guerreras.

### Reproducción
Es criador residente, la hembra pone dos o tres huevos en un nido construido en un árbol, ambos sexos participan en la incubación.

### Vocalización
El canto, sonoro y oído con frecuencia, es un «crescendo» rápido y campanillado que al final se apaga, por ejemplo, «chir, chir, chir-chir-chir-chirchirchirchir-chiu-chiu-chiu-chiu»

## Sistemática

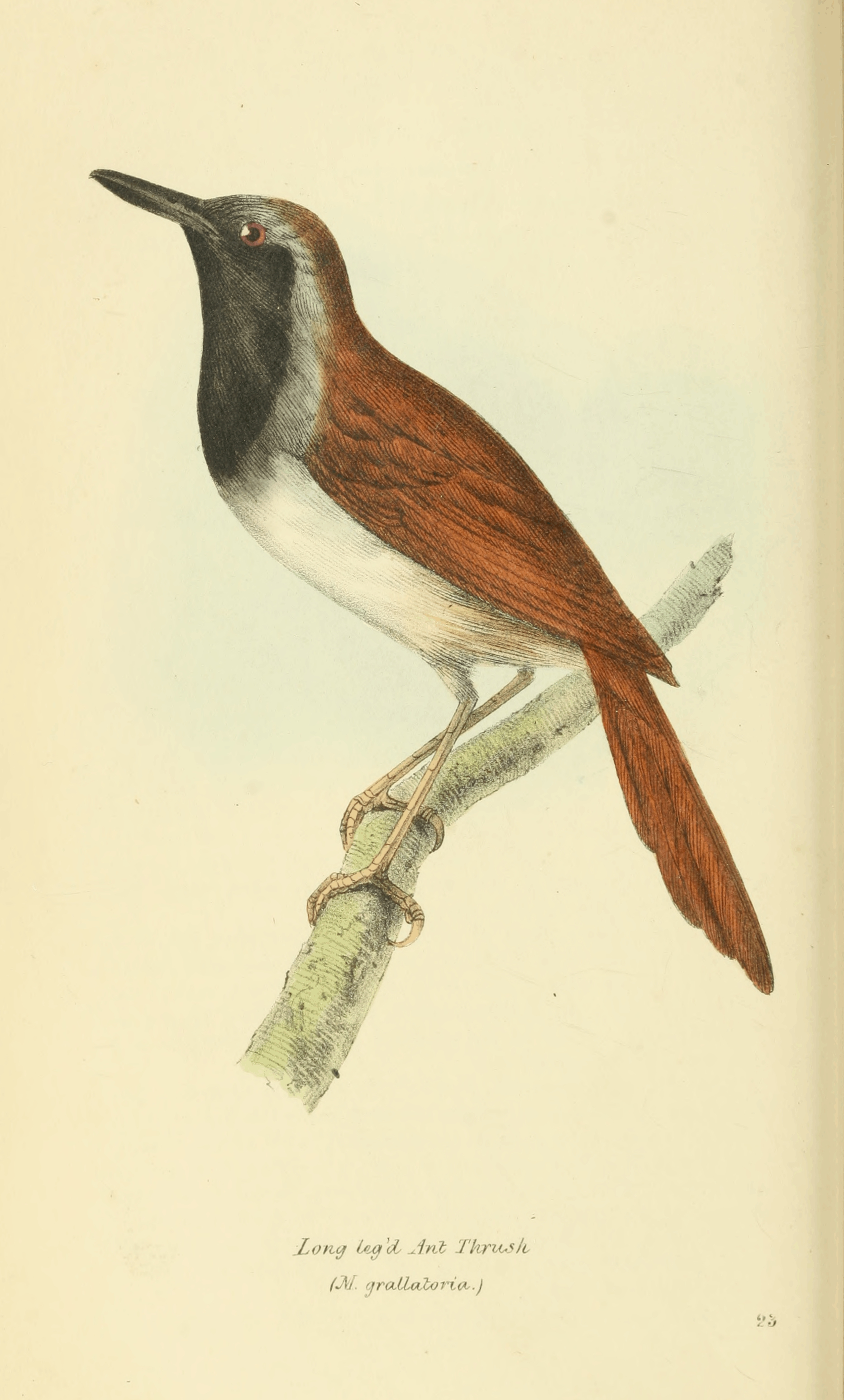
Myrmeciza longipes, macho, ilustración de Swainson, para Zoological illustrations, 1829.

### Descripción original
La especie M. longipes fue descrita por primera vez por el naturalista británico William Swainson en 1825 bajo el nombre científico Drymophila longipes; la localidad tipo es «“algún lugar de Brasil”, error; designado posteriormente Trinidad.»

### Etimología
El nombre genérico femenino «Myrmeciza» se compone de las palabras del griego «murmēx, murmēkos» que significa ‘hormiga’ e «izō» que significa ‘emboscada’; y el nombre de la especie «longipes», deriva del latín «longipes, longipedis» que significa ‘de pies largos’.

### Taxonomía
Los amplios estudios de Isler et al. (2013) confirmaron lo que diversos autores ya habían sugerido: que el género Myrmeciza era altamente polifilético. El estudio demostró la existencia de un gran clado, con Myrmeciza longipes en la base e incluyendo al género Myrmoborus junto a Percnostola lophotes, a los géneros Gymnocichla, Pyriglena y el resto de Percnostola, a un sub-clado formado por Myrmeciza fortis, M. zeledoni y M. immaculata, separadas en el género Hafferia y al par formado por M. goeldii y M. melanoceps, separadas en el género Akletos; a este complejo grupo lo denominaron  «clado longipes», dentro de una tribu Pyriglenini.
Puede consistir en más de una especie, a pesar de que las varariaciones de plumaje se confunden con variaciones individuales.

### Subespecies
Según las clasificaciones del Congreso Ornitológico Internacional (IOC) y Clements Checklist/eBird, se reconocen cuatro subespecies, con su correspondiente distribución geográfica:

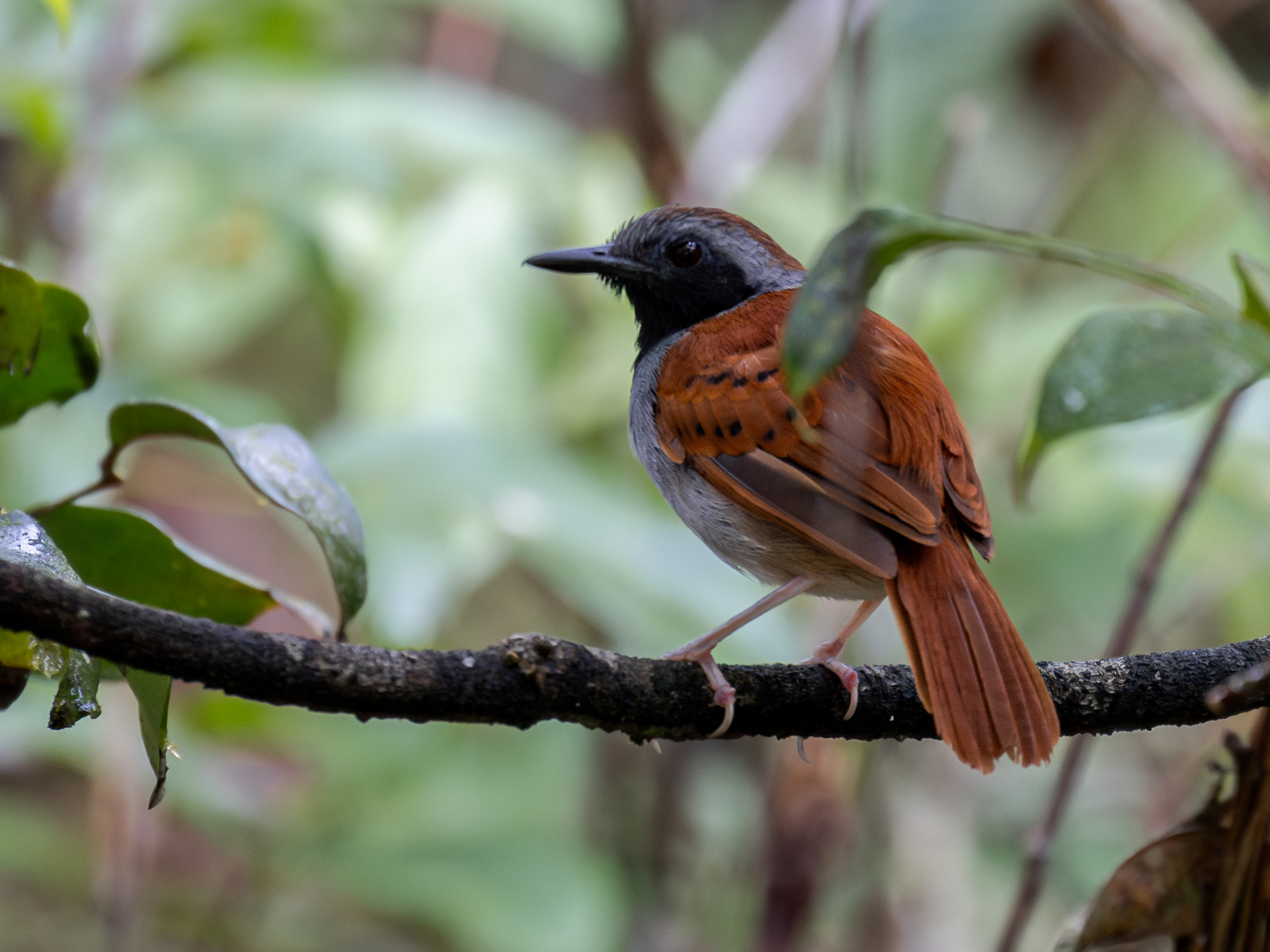
Myrmeciza longipes griseipectus macho, en Mazagão, Amapá, Brasil.

- Myrmeciza longipes panamensis Ridgway, 1908 –  este de Panamá (localmente en la pendiente del Caribe hacia el este desde Colón, en la pendiente del Pacífico al este desde Coclé) y norte de Colombia (extremo norte de Chocó al este hasta la pendiente occidental del noreste de los Andes en La Guajira, Cesar y Bolívar).
- Myrmeciza longipes longipes (Swainson, 1825) – noreste de Colombia (pendiente oriental de los Andes en Norte de Santander al sur hasta el oeste de Meta), norte de Venezuela (Zulia, Táchira y Apure al este hasta Sucre) y Trinidad.
- Myrmeciza longipes boucardi Berlepsch, 1888 – centro de Colombia (alto valle del Magdalena, de Cundinamarca a Huila).
- Myrmeciza longipes griseipectus Berlepsch & Hartert, 1902 – centro de Colombia (al este de los Andes en Meta y este de Guainía), sur y este de Venezuela (norte de Amazonas, norte de Bolívar, Delta Amacuro), oeste de Guyana, también localmente en el sur de Surinam y noreste de Brasil al norte del río Amazonas (noreste de Roraima, centro de Amapá, centro este de Pará).